# Vendin-le-Vieil
 Vendin-le-Vieil  es una población y comuna francesa, situada en la región de Norte-Paso de Calais, departamento de Paso de Calais, en el distrito de Lens y cantón de Wingles.

## Demografía
| 745 | 907 | 1 061 | 944 | 976 | 970 | 939 | 920 | 915 | 922 | 909 | 955 | 930 | 1 021 | 1 184 | 1 329 | 2 288 | 3 342 | 4 713 | 4 913 | 5 512 | 3 007 | 5 287 | 6 458 | 6 205 | 6 473 | 6 694 | 7 121 | 7 239 | 6 866 | 6 934 | 6 938 | 6 798 |
| Para los censos de 1962 a 1999 la población legal corresponde a la población sin duplicidades (Fuente: INSEE [Consultar]) |     |       |     |     |     |     |     |     |     |     |     |     |       |       |       |       |       |       |       |       |       |       |       |       |       |       |       |       |       |       |       |       |